# Billy Burke
William Albert »Billy« Burke, ameriški filmski igralec, scenarist in producent, * 25. november 1966, Bellingham, Washington, Združene države Amerike.

## Kariera
Burke je kariero začel leta 1990 v seriji Daredreamer, leto pozneje pa se je pojavil v To Cross the Rubicon kot James Bird.
Leta 1994 je igral Arija v eni izmed epizod serije Star Trek: Deep Space Nine in v seriji Party of Five.
Leta 1995 se pojavi v All-American Girl, Vanishing Son in Strange Luck, leta 1996 pa ponovno v Party of Five in v Gone in the Night, The Ultimate Lie in Marshal Law.
Leta 1997 zaigra Marca v seriji VR.5.
Leta 1998 ga vidimo v treh filmih: Mafija!, Don't Look Down in Without Limits.
Leta 1999 igra v filmu Komodo in glavno vlogo (Dilla Scalliona) v filmu Dill Scallion.
Leta 2000 ga lahko opazimo v The Independent, še istega leta pa je začel snemati serijo Wonderland, s katero je končal letos.
V letih 2001, 2002 in 2003 se pojavi v After Image', Along Came a Spider, Final Jeopardy, Flashpoint, 24, Midve z mamo, Something More, Lost Junction in Karen Sisco.
Leta 2004 igra v serijah Monk in The Jury ter v filmu Brigada 49.
Leta 2005 se pojavi v World Poker Tour.
Leta 2006 si privošči kratek oddih, leta 2007 pa se na filmskih platnih pojavi v Law & Order, Three Days to Vegas, Backyards & Bullets, Forfeit, Feast of Love Zlom in HBO First Look.
Leta 2008 se pojavi v Untraceable, My Boys, The Grift, Fringe in kot Charlie Swan v filmu Somrak.
Letos smo si ga lahko ogledali v filmih in serijah, kot so The Closer, Baby O, Ticket Out in Luster, konec tega leta pa pride tudi v slovenske kinematografe nadaljevanje Somraka, film Mlada luna, leta 2010 pa še Mrk.

## Filmografija

### Igranje
| Leto      | Film                       | Vloga                    | Opombe in nagrade |
| --------- | -------------------------- | ------------------------ | ----------------- |
| 2010      | Mrk                        | Charlie Swan             | pre-production    |
| 2009      | Mlada luna                 | Charlie Swan             | post-production   |
| 2009      | Luster                     | Tito                     | tudi producent    |
| 2009      | Ticket Out                 | Dennis                   | tudi producent    |
| 2009      | Baby O                     | Sergio                   | tudi producent    |
| 2009      | The Closer                 | Mr. Stroh                | TV, 1 epizoda     |
| 2008      | Somrak                     | Charlie Swan             |                   |
| 2008      | Fringe                     | Lucas Vogel              | TV, 1 epioda      |
| 2008      | My Boys                    | Jack Newman              | TV, 4 epizode     |
| 2008      | The Grift                  | Wade Buchanan            |                   |
| 2008      | Untraceable                | Detective Eric Box       |                   |
| 2007      | Feast of Love              | David Watson             |                   |
| 2007      | Zlom                       | Lt. Robert 'Rob' Nunally |                   |
| 2007      | Forfeit                    | Frank                    |                   |
| 2007      | Law & Order                | Attorney Farmer          | TV, 1 epizoda     |
| 2007      | Three Days to Vegas        | Billy Simpson            |                   |
| 2007      | Backyards & Bullets        |                          | televizijski film |
| 2007      | HBO First Look             | On                       |                   |
| 2005      | World Poker Tour           | On                       |                   |
| 2004      | Brigada 49                 | Dennis Gauquin           |                   |
| 2004      | The Jury                   | John Ranguso             | TV, 2 epizodi     |
| 2004      | Monk                       | Brad Terry               | TV, 1 epizoda     |
| 2003      | Karen Sisco                | Merle Salchek            | TV, 1 epizoda     |
| 2003      | Lost Junction              | Jimmy McGee              |                   |
| 2003      | Midve z mamo               | Alex Lesman              | TV, 3 epizode     |
| 2003      | Something More             | Peter                    |                   |
| 2002–2003 | 24                         | Gary Matheson            | TV, 7 epizode     |
| 2002      | Flashpoint                 | Shaw                     | televizijski film |
| 2001      | Final Jeopardy             | Mike Chapman             | televizijski film |
| 2001      | Along Came a Spider        | Ben Devine               |                   |
| 2001      | After Image                | Sammy                    |                   |
| 2000–2009 | Wonderland                 | Dr. Abe Matthews         | TV, 5 epizod      |
| 2000      | The Independent            | Dwayne                   |                   |
| 1999      | Komodo                     | Oates                    |                   |
| 1999      | Dill Scallion              | Dill Scallion            |                   |
| 1998      | Don't Look Down            | Mark Engel               |                   |
| 1998      | Without Limits             | Kenny Moore              |                   |
| 1998      | Mafija!                    | Joey Cortino             |                   |
| 1997      | VR.5                       | Marco                    | TV, 1 epizoda     |
| 1996      | Marshal Law                | Monk                     | televizijski film |
| 1996      | The Ultimate Lie           |                          | televizijski film |
| 1996      | Gone in the Night          | Rob Kinney               | televizijski film |
| 1996      | Party of Five              | Gil                      | TV, 1 episode     |
| 1995      | Strange Luck               |                          | TV, 1 epizoda     |
| 1995      | Vanishing Son              | Spider McKeun            | TV, 1 epizoda     |
| 1995      | All-American Girl          | Cody                     | TV, 1 epizoda     |
| 1994      | Party of Five              | Guy in Club              | TV, 1 epizoda     |
| 1994      | Star Trek: Deep Space Nine | Ari                      | TV, 1 epizoda     |
| 1991      | To Cross the Rubicon       | James Bird               |                   |
| 1990      | Daredreamer                |                          |                   |

### Scenarist
| Leto | Film             | Opombe |
| ---- | ---------------- | ------ |
| 2004 | Dead & Breakfast | zgodba |
| 2003 | Something More   |        |

### Producent
| Leto | Film           | Opombe         |
| ---- | -------------- | -------------- |
| 2003 | Something More | tudi producent |